# Translatewiki.net

translatewiki.net je internetski projekt prevođenja softvera otvorenog kôda, baziran na Translate dodatku MedijaWikija. Trenutačno (2013-e godine) to je 13. po veličini wiki projekt po broju stranica, na projektu radi oko 5000 prevoditelja prevodeći trenutačno preko 50 tisuća poruka na 20-ak projekata od kojih su najpoznatiji MediaWiki i OpenStreetMap.

## Povijest projekta
Projekt je pokrenuo Niklas Laxström u srpnju 2006. pod imenom Betawiki.